# 1363
1363 (MCCCLXIII) fue un año común comenzado en domingo del calendario juliano, en vigor en aquella fecha.

## Acontecimientos
- Pedro I de Castilla, el Cruel, asedia la ciudad de Valencia, durante la Guerra de los dos Pedros.

## Fallecimientos
- 16 de julio. Infante Fernando de Aragón, hijo de Alfonso IV y de Leonor de Castilla. Fue asesinado en Burriana por orden de su hermanastro, Pedro IV de Aragón.
- 16 de julio. Diego Pérez Sarmiento. Fue asesinado en Burriana junto con el anterior.
- Ténoch, caudillo azteca.